# NWA World Tag Team Championship (Vancouver version)
L'NWA World Tag Team Championship (Vancouver version) è stato un titolo della divisione tag team della federazione NWA All-Star Wrestling associata alla National Wrestling Alliance (NWA) ed era difeso nei territori della Columbia Britannica in Canada.
Il titolo fu attivo dal 1966, quando fu assegnato ai Tolos, fino al 1968, quando fu disattivato e sostituito dal NWA Canadian Tag Team Championship.

## Storia
I territori della National Wrestling Alliance erano tenuti a riconoscere un solo campione mondiale dei pesi massimi, ma la NWA consentiva ad ognuno di essi di stabilire un titolo mondiale di coppia, rendendoli di fatto dei titoli regionali, a discapito del nome.
La NWA All-Star Wrestling iniziò a promuovere questa versione del titolo nel giugno 1966, annunciando Tony Borne e John Tolos come detentori, nonostante non sia chiaro se abbiano vinto un torneo per il titolo o se gli fosse stato assegnato d'ufficio.
Il titolo fu attivo per un periodo in parallelo con la versione di Vancouver del NWA Canadian Tag Team Championship, e alla fine del 1967 fu disattivato e di fatto sostituito dal titolo canadese.

## Albo d'oro
| Legenda  |                                                                               |
| -------- | ----------------------------------------------------------------------------- |
| #        | Indica il numero del regno titolato                                           |
| Regno    | Viene indicato il numero del regno del campione                               |
| Data     | La data in cui il titolo è stato vinto                                        |
| Località | Indica il luogo in cui il titolo è stato vinto                                |
| Note     | Indica notizie particolari riguardanti i cambi di titolo o altre informazioni |

| # | Campione                            | Regno | Data             | Giorni | Località                       | Evento     | Note | Fonti |
| - | ----------------------------------- | ----- | ---------------- | ------ | ------------------------------ | ---------- | --- | ----- |
| 1 | John Tols e Tony Borne              | 1     | giugno 1966      | -      | -                              | House show | Non è chiaro se abbiano vinto un torneo per assegnare il titolo.                                                                                     |       |
| 2 | Don Jardine e Dutch Savage          | 1     | 3 ottobre 1966   | 84     | Vancouver, Columbia Britannica | House show | |       |
| 3 | Dominic DeNucci e Don Leo Jonathan  | 1     | 26 dicembre 1966 | 21     | Vancouver, Columbia Britannica | House show | |       |
| 4 | Chris Tolos e John Tolos (2)        | 1     | 16 gennaio 1967  | 21     | Vancouver, Columbia Britannica | House show | I due detennero anche la versione di Vancouver del NWA Canadian Tag Team Championship.                                                               |       |
| 5 | Don Jardine e Dutch Savage          | 2     | 6 febbraio 1967  | 35     | Vancouver, Columbia Britannica | House show | In un incontro dove era in palio soltanto questo titolo.                                                                                             |       |
| 6 | Chris Tolos (2) e John Tolos (3)    | 2     | 13 marzo 1967    | 203    | Vancouver, Columbia Britannica | House show | |       |
| 7 | Abdullah the Butcher e Jerry Graham | 1     | 2 ottobre 1967   | 63     | Vancouver, Columbia Britannica | House show | |       |
| 8 | Assassin #1 e Assassin #2           | 1     | 4 dicembre 1967  | -      | Vancouver, Columbia Britannica | House show | I due detennero anche la versione di Vancouver del NWA Canadian Tag Team Championship.                                                               |       |
| — | Disattivato                         | —     | 1968             | —      | —                              | —          | Il titolo fu difeso fino a maggio 1968, prima di essere disattivato e sostituito dalla versione di Vancouver del NWA Canadian Tag Team Championship. |       |